# Akropolis-Turnier 1990
Die fünfte Auflage des Akropolis-Basketball-Turniers 1990 fand zwischen dem 23. und 25. Juli 1990 in Athen statt. Ausgetragen wurden die insgesamt sechs Spiele erstmals in der Sporthalle von Glyfada im Süden der griechischen Hauptstadt.
Neben der gastgebenden Griechischen Nationalmannschaft nahmen auch die Nationalmannschaften aus China und der Tschechoslowakei teil. Das Teilnehmerfeld komplettierte die Argentinische Nationalmannschaft die das Turnier auch für sich entscheiden konnte und die bis heute die einzige nicht-europäische Mannschaft ist, welche das Turnier für sich entscheiden konnte.

## Begegnungen
| 23. Juli 1990 | Griechenland     | 103 - 76 | Tschechoslowakei |
| 23. Juli 1990 | Argentinien      | 133 - 82 | China            |
| 24. Juli 1990 | Griechenland     | 100 - 85 | China            |
| 24. Juli 1990 | Argentinien      | 101 - 78 | Tschechoslowakei |
| 25. Juli 1990 | Griechenland     | 79 - 81  | Argentinien      |
| 25. Juli 1990 | Tschechoslowakei | 115 - 89 | China            |

## Tabelle
| Rang | Land             | Punkte | Körbe   |
| ---- | ---------------- | ------ | ------- |
| 1    | Argentinien      | 6      | 315-239 |
| 2    | Griechenland     | 5      | 282-242 |
| 3    | Tschechoslowakei | 4      | 269-293 |
| 4    | China            | 3      | 256-348 |